# Arthur Melo
Arthur Henrique Ramos de Oliveira Melo, mais conhecido como Arthur Melo ou simplesmente Arthur (Goiânia, 12 de agosto de 1996), é um futebolista brasileiro que atua como volante. Atualmente, joga pelo Grêmio.
Nascido em Goiânia, Arthur começou sua carreira pelo Grêmio, ganhando diversos títulos, como a Copa do Brasil em 2016, a Copa Libertadores em 2017, o Campeonato Gaúcho e a Recopa Sul-Americana em 2018. Pelos seus três anos no Grêmio, Arthur se estabeleceu como uma promessa o que levou o Barcelona a contratá-lo por uma taxa inicial de 31 milhões de euros em 2018.

## Carreira

### Início
Em 2001, o pai de Arthur, o senhor Aílton, matriculou o menino, então quatro anos, na escolinha de futebol de seu primo, o ex-jogador Niltinho. Após se destacar em uma partida contra o Goiás, surgiu o convite para treinar no clube esmeraldino, onde ficou até 2009.

### Grêmio
Base
Em 2010, Arthur chegou ao Grêmio, para seguir nas categorias de base do Tricolor Gaúcho. Destaque em todas as categorias que passou, foi eleito, em 2012, o melhor jogador da Copa Carpina. Em abril de 2013, disputou o Sul-Americano Sub-17 com a Seleção Brasileira, alcançando o 3º lugar e a vaga para a Copa do Mundo que realizar-se-ia em outubro do mesmo ano, nos Emirados Árabes. Em 2014, aos 18 anos, foi campeão estadual da categoria Sub-20.
Principal
Subiu para a equipe principal do Grêmio no início de 2015, sob o comando do Técnico Luiz Felipe Scolari, após se destacar na Copa São Paulo de Futebol Júnior. Estreou como profissional no dia 4 de fevereiro de 2015, no Estádio Cristo Rei, em partida contra o Aimoré, pelo Campeonato Gaúcho. Arthur começou como titular e foi substituído pelo argentino Matías Rodríguez no intervalo da partida.
No dia 7 de dezembro de 2016, conquistou o seu primeiro título como profissional, pelo Grêmio: a Copa do Brasil, quinta conquista do clube gaúcho na competição, maior vencedor do torneio. A conquista se tornou emblemática, visto encerrar um jejum de 15 anos da equipe gaúcha sem títulos de expressão nacional (o último havia sido justamente o tetracampeonato da Copa do Brasil, em 2001), além de isolar o Grêmio como maior campeão do torneio (antes, dividia o posto com o Cruzeiro).
 

Após dois anos como profissional, em 2017, Arthur se firmou como titular absoluto do meio campo gremista, sob o comando de Renato Gaúcho, na equipe que disputava a Copa Libertadores da América, Campeonato Brasileiro da Série A, Copa do Brasil e a Copa da Primeira Liga. O jogador começou a despertar as atenções após o Grêmio levar uma equipe reserva para o jogo contra o Guaraní-PAR, em Assunção. O jogador comandou o meio campo gremista, destacando-se por não errar nenhum passe e por ter realizado o lançamento para o gol da equipe gaúcha, marcado por Pedro Rocha. 

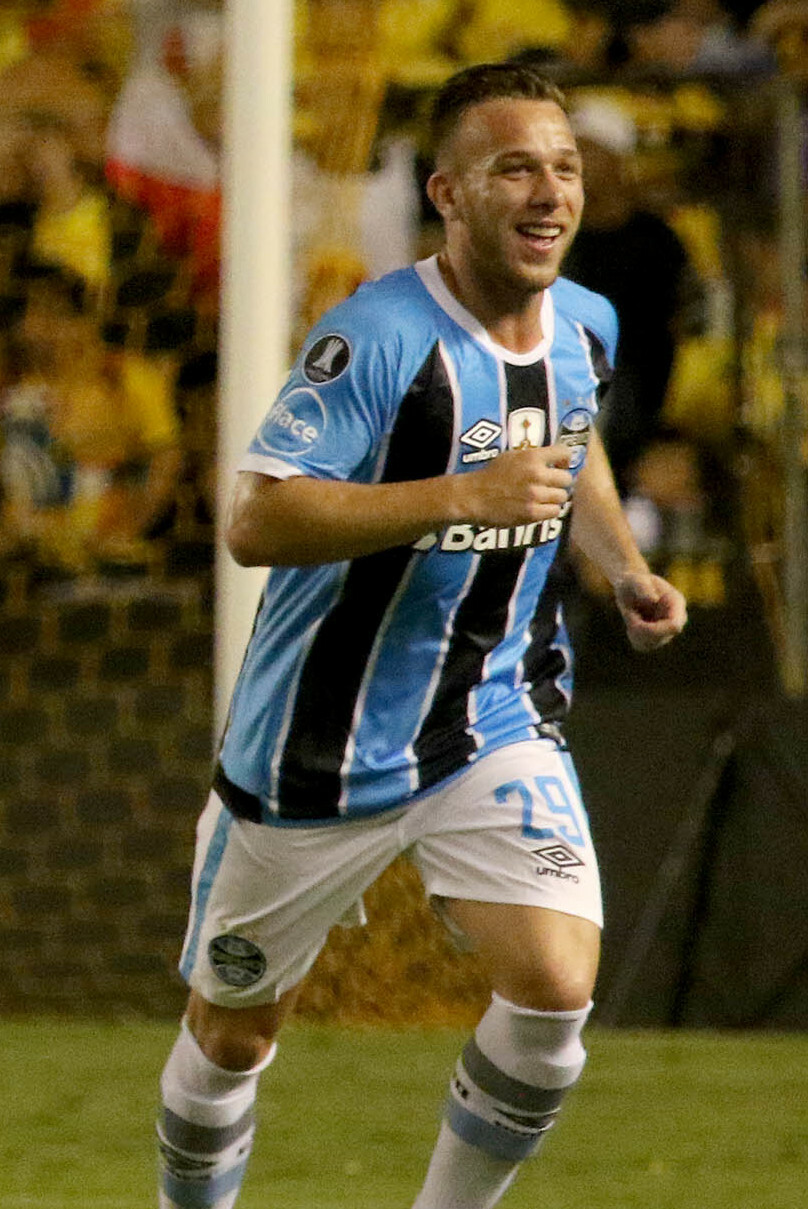
Arthur pelo Grêmio na Libertadores de 2017.

Após essa partida, ganhou status de "xodó da torcida" e passou a ser constantemente solicitada a sua presença como titular, tanto pela imprensa quanto pela torcida. Não demorou até Arthur se tornar titular incontestável, recebendo diversos elogios por sua visão de jogo e passes precisos, se tornando peça fundamental da equipe e passando a ser tratado como "joia", no Grêmio, tendo o seu futebol comparado a craques como Iniesta e Thiago Alcântara e despertando o interesse de clubes europeus.
Em 27 de abril de 2017, Arthur recebeu o seu primeiro prêmio de melhor jogador da partida, como profissional, em partida contra o Guaraní-PAR, na Arena do Grêmio, válida pela Copa Libertadores da América. A equipe gaúcha venceu a partida pelo placar de 4 a 1, com um gol de Pedro Geromel e três do paraguaio Lucas Barrios. Arthur ficou surpreso com o prêmio, visto que o seu companheiro havia marcado um hat-trick, mas a atuação do garoto foi de grande destaque, comandando o meio-campo gremista sem errar nenhum passe, sofrendo pênalti e causando a expulsão de um jogador da equipe adversária, em outro lance.
Marcou o seu primeiro gol como profissional no dia 17 de maio, na Arena do Grêmio, contra o Fluminense, em partida válida pela Copa do Brasil. A equipe gaúcha venceu a equipe carioca pelo placar de 3 a 1, e o gol de Arthur foi o primeiro do Grêmio no jogo, após tabelar com Lucas Barrios e driblar o goleiro Diego Cavalieri, antes de colocar a bola para o fundo das redes.
Em 29 de novembro, foi eleito o melhor jogador em campo na partida de volta da final da Copa Libertadores da América, contra o Lanús, da Argentina. O meio-campista, que já havia tido atuação de destaque na partida de ida, foi um dos principais jogadores do Grêmio no jogo de volta, mas terminou se lesionando e não ficou em campo até o final do embate, sendo substituído no começo do segundo tempo. Na ocasião, Arthur conquistou também seu segundo título na equipe principal do Grêmio, levantando o tricampeonato da América após a vitória por 2 a 1 contra os argentinos, no Estádio La Fortaleza. A lesão no tornozelo sofrida durante o jogo contra o Lanús acabou o tirando da disputa do Mundial de Clubes da FIFA.

### Barcelona

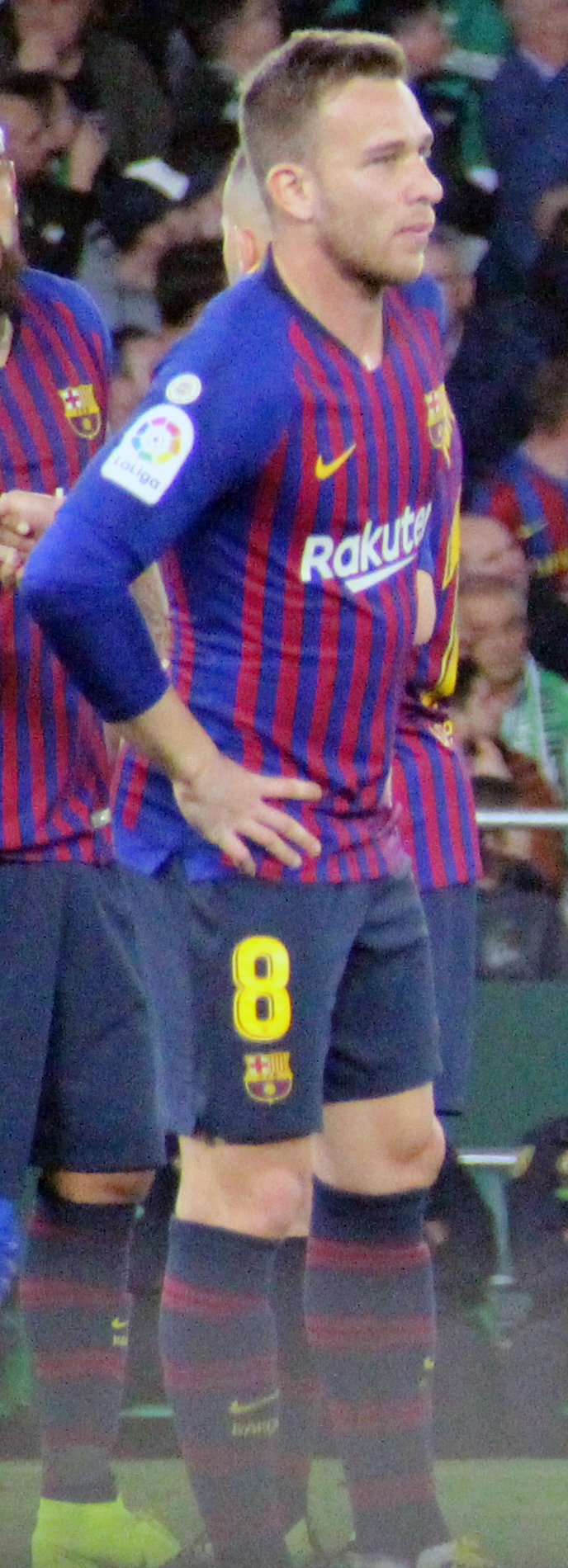
Arthur em 2019 pelo Barcelona.

No dia 8 de março de 2018, após um extenso período de especulações, foi confirmada a transferência de Arthur para o Barcelona. O negócio foi firmado em 30 milhões de euros, podendo chegar a 40 milhões através de cláusulas de recompensa por desempenho, e foi acordado que Arthur se juntaria ao clube em janeiro de 2019.
Contudo, em 6 de julho de 2018, a sua apresentação ao Barcelona foi antecipada. Assim, o negócio foi finalizado em 32,8 milhões de euros, além de serem mantidos os 9 milhões de bônus através de cláusulas de desempenho.
| “                                                     | Eu quero fazer história neste clube. Eu vou trabalhar duro para isso. Eu tenho certeza de que vou aprender muito com os meus companheiros. | ” |
| — Arthur, em entrevista de apresentação ao Barcelona. | |   |

Sua passagem pelo clube catalão foi marcada por várias polêmicas, e ao sair para a Juventus, dois anos depois, após 72 jogos e quatro gols pelo catalães.

### Juventus
No dia 28 de junho de 2020, Arthur assinou um contrato de 5 anos com a Juventus. O contrato entrou em vigor apenas a partir da temporada 2020–21.
| “                                        | Um dia muito importante para mim. Quero agradecer a todos por me receberem da melhor forma. Estar aqui é um privilégio único, a Juventus tem uma história incrível. Fui muito bem recebido não só pelos meus companheiros brasileiros, mas por todos os jogadores, pela equipe e pela direção. Os torcedores também estão me fazendo sentir praticamente em casa. | ” |
| — Arthur, em entrevista de apresentação. | |   |

Arthur estreou no clube e na Serie A em 27 de setembro, entrando como substituto em um empate fora de casa por 2 a 2 contra a Roma, substituindo Weston McKennie aos 58 minutos.
Em 20 de janeiro de 2021, ele conquistou seu primeiro troféu com a camisa preta e branca, jogando como titular na final da Supercopa da Itália, que viu os bianconeri vencerem o Napoli por 2 a 0.
Arthur fez seu primeiro gol com o clube bianconeri, abrindo o placar na vitória por 2-0 em casa sobre o Bologna.
Arthur chegou à Juventus em 2020, com contrato até junho de 2025. Porém que chegou a Velha Senhora, Arthur sofreu com muitos problemas físicos na tentativa de se firmar na equipe, o que não aconteceu.
Arthur deixou a equipe italiana, onde fez 63 jogos e marcou um gol em dois anos.

### Liverpool (empréstimo)
Em 1 de setembro de 2022, Arthur foi contratado pelo Liverpool por empréstimo de uma temporada, sob pagamento de 4,5 milhões de euros, com opção de compra de 37,5 milhões pagos em dois anos.Arthur fez sua estreia durante a derrota por 4 a 1 para o Napoli, pela Champions League, ele entrou no segundo tempo no lugar de Elliott.
Em outubro, o atleta passou por uma cirurgia por conta de uma lesão na coxa esquerda sofrida durante um treinamento e ainda não voltou.
No dia 4 de janeiro de 2023, ainda não tendo retornado de lesão, o time inglês anunciou que não exerceria sua opção de compra. O meia também não fazia mais parte dos planos da Juventus.

### Fiorentina (empréstimo)
Arthur foi contratado pela Fiorentina em 20 de julho de 2023, por empréstimo com opção de compra de 20 milhões de euros e pagará menos de metade do seu vencimento (40%) nesta época de empréstimo. Contudo, Arthur renovou com a Juve até 2026 para ser emprestado à Fiorentina.

Em 5 de junho de 2024, Arthur se despediu da Fiorentina, após uma temporada emprestado pela Juventus. Onde a Viola não exerceu a opção de compra prevista no contrato. Ele fez 48 jogos na temporada, dos quais 32 foram como titular. Ele anotou dois gols e realizou três assistências, além de ser vice-campeã da Liga Conferência.

### Girona (empréstimo)
No dia 31 de janeiro de 2025, após ser fortemente especulado em equipes brasileiras, Arthur decidiu rumar ao Girona. A negociação foi por um empréstimo até o fim da temporada vigente.

### Retorno ao Grêmio
No dia 17 de agosto de 2025, acertou sua volta ao Grêmio, depois de 7 anos.

## Seleção Brasileira

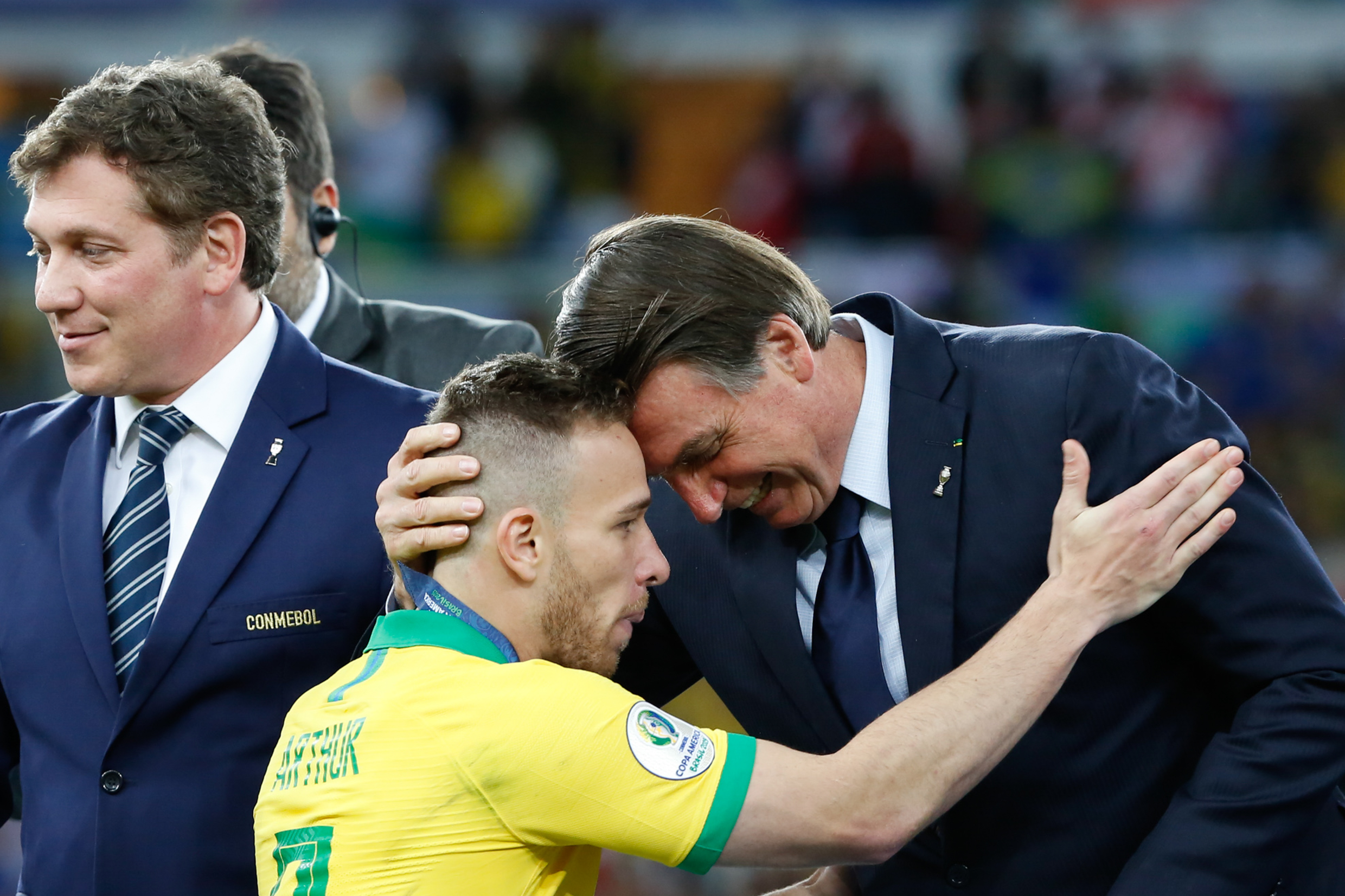
Arthur recebendo a medalha de campeão da Copa América de 2019.

Em 15 de setembro de 2017, foi convocado pelo primeira vez pelo técnico Tite para a disputa das duas últimas partidas das Eliminatórias. Foi incluído na lista de suplentes do técnico Tite, para a Copa do Mundo FIFA de 2018, porém, não a disputou.
Fez a sua estreia pela Seleção Brasileira, no dia 7 de setembro de 2018, na partida amistosa contra o Estados Unidos, vencido pela Seleção Brasileira por 2 a 0. Ao fim da partida, foi elogiado por Tite: "Ele sempre encontra a melhor saída, o melhor desmaio". Mesmo que ele não forneça assistência, ele recebe o passe que ajudará o jogador ", disse o treinador da Seleção.
No dia 17 de maio de 2019, foi convocado para a Copa América de 2019, na qual foi titular em 5 das 6 partidas, dando assistência para Gabriel Jesus, na vitória por 3 a 1 na final contra o Peru.
No dia 23 de outubro de 2020, foi convocado para a disputa das Eliminatórias, para partidas contra as seleções da Venezuela e Uruguai. No dia 17 de novembro de 2020, Arthur marcou seu primeiro gol defendendo a Seleção Brasileira em partida contra a seleção do Uruguai, na cidade de Montevidéu, na qual terminou com triunfo brasileiro pelo placar de 2 a 0.

## Estilo de jogo
Arthur é considerado uma das maiores promessas do futebol mundial, sendo comparado com Xavi e Iniesta. É um volante talentoso, que se destaca pela qualidade nos passes. Outra das suas características é a capacidade de desmarque e triangulação com os companheiros, o que lhe transforma em um verdadeiro perigo próximo da área rival, além de proteger bem a bola e ser perigoso no último passe.
É um jogador criativo e habilidoso com a bola nos pés. Tem uma excelente visão de jogo e qualidade no passe. Possui um perfil ofensivo, mas tem facilidade para realizar tarefas defensivas.
Com uma boa mudança de ritmo e fiabilidade na condução da bola, se destaca pela verticalidade e precisão no chamado 'último passe'. Sua juventude e talento para o jogo coletivo, lhe tornam um atleta com um futuro prometedor.
Durante uma partida contra o Valencia, ele tentou 142 passes, 135 deles bem-sucedidos; esse foi o maior número de passes bem-sucedidos em um único, da La Liga que qualquer jogador produziu desde Xavi, em novembro de 2012, contra o Levante. A maior precisão de passe de Arthur em uma única partida com o Barcelona é de 98,6%, o que ele alcançou quando completou 71 passes em 72 tentativas em uma partida contra o Lyon, em 2019, pela Liga dos Campeões da UEFA.

## Estatísticas
Atualizado até 16 de dezembro de 2020.

### Clubes
| Equipe            | Temporada         | Campeonato nacional | Campeonato nacional | Campeonato nacional | Copa nacional[a] | Copa nacional[a] | Copa nacional[a] | Competições continentais[b] | Competições continentais[b] | Competições continentais[b] | Outros torneios[c][d] | Outros torneios[c][d] | Outros torneios[c][d] | Total | Total | Total   |
| Equipe            | Temporada         | Jogos               | Gols                | Assist.             | Jogos            | Gols             | Assist.          | Jogos                       | Gols                        | Assist.                     | Jogos                 | Gols                  | Assist.               | Jogos | Gols  | Assist. |
| ----------------- | ----------------- | ------------------- | ------------------- | ------------------- | ---------------- | ---------------- | ---------------- | --------------------------- | --------------------------- | --------------------------- | --------------------- | --------------------- | --------------------- | ----- | ----- | ------- |
| Grêmio            | 2015              | 0                   | 0                   | 0                   | 0                | 0                | 0                | 0                           | 0                           | 0                           | 1                     | 0                     | 0                     | 1     | 0     | 0       |
| Grêmio            | 2016              | 1                   | 0                   | 0                   | 0                | 0                | 0                | 0                           | 0                           | 0                           | 0                     | 0                     | 0                     | 1     | 0     | 0       |
| Grêmio            | 2017              | 27                  | 1                   | 0                   | 5                | 1                | 0                | 12                          | 0                           | 1                           | 6                     | 0                     | 0                     | 50    | 2     | 1       |
| Grêmio            | 2018              | 7                   | 1                   | 1                   | 1                | 0                | 0                | 3                           | 0                           | 1                           | 7                     | 3                     | 1                     | 18    | 4     | 3       |
| Grêmio            | Total             | 35                  | 2                   | 1                   | 6                | 1                | 0                | 15                          | 0                           | 2                           | 14                    | 3                     | 1                     | 70    | 6     | 4       |
| Barcelona         | 2018–19           | 27                  | 0                   | 1                   | 7                | 0                | 1                | 9                           | 0                           | 0                           | 1                     | 0                     | 0                     | 44    | 0     | 2       |
| Barcelona         | 2019–20           | 22                  | 3                   | 3                   | 3                | 1                | 0                | 3                           | 0                           | 1                           | 0                     | 0                     | 0                     | 28    | 4     | 4       |
| Barcelona         | Total             | 49                  | 3                   | 4                   | 10               | 1                | 1                | 12                          | 0                           | 1                           | 1                     | 0                     | 0                     | 72    | 4     | 6       |
| Juventus          | 2020–21           | 6                   | 0                   | 0                   | 0                | 0                | 0                | 7                           | 0                           | 0                           | 0                     | 0                     | 0                     | 13    | 0     | 0       |
| Juventus          | Total             | 6                   | 0                   | 0                   | 0                | 0                | 0                | 7                           | 0                           | 0                           | 0                     | 0                     | 0                     | 13    | 0     | 0       |
| Total na carreira | Total na carreira | 90                  | 5                   | 5                   | 16               | 2                | 1                | 34                          | 0                           | 3                           | 15                    | 3                     | 1                     | 155   | 10    | 10      |

### Seleção Brasileira
Abaixo estão listados todos jogos e gols do futebolista pela Seleção Brasileira. Abaixo da tabela, clique em expandir para ver a lista detalhada dos jogos de acordo com a categoria selecionada.
Seleção principal
| Ano   |       |      |         |
| Ano   | Jogos | Gols | Assist. |
| ----- | ----- | ---- | ------- |
| 2018  | 6     | 0    | 0       |
| 2019  | 14    | 0    | 1       |
| 2020  | 1     | 1    | 0       |
| Total | 21    | 1    | 1       |

|      | Data                   | Local                                                         | Resultado   | Adversário     | Gol(s) | Assist. | Competição               |
| 2018 | 2018                   | 2018                                                          | 2018        | 2018           | 2018   | 2018    | 2018                     |
| ---- | ---------------------- | ------------------------------------------------------------- | ----------- | -------------- | ------ | ------- | ------------------------ |
| 1.   | 7 de setembro de 2018  | MetLife Stadium, Nova Jérsei, Estados Unidos                  | 2–0         | Estados Unidos | 0      | 0       | Amistoso                 |
| 2.   | 11 de setembro de 2018 | FedEx Field, Landover, Estados Unidos                         | 5–0         | El Salvador    | 0      | 0       | Amistoso                 |
| 3.   | 12 de outubro de 2018  | Estádio Internacional Rei Fahd, Riade, Arábia Saudita         | 2–0         | Arábia Saudita | 0      | 0       | Amistoso                 |
| 4.   | 16 de outubro de 2018  | Cidade dos Esportes Rei Abdullah, Jidá, Arábia Saudita        | 1–0         | Argentina      | 0      | 0       | Amistoso                 |
| 5.   | 16 de novembro de 2018 | Emirates Stadium, Londres, Inglaterra                         | 1–0         | Uruguai        | 0      | 0       | Amistoso                 |
| 6.   | 20 de novembro de 2018 | Stadium MK, Milton Keynes, Inglaterra                         | 1–0         | Camarões       | 0      | 0       | Amistoso                 |
| 2019 |                        |                                                               |             |                |        |         |                          |
| 7.   | 23 de março de 2019    | Estádio do Dragão, Porto, Portugal                            | 1–1         | Panamá         | 0      | 0       | Amistoso                 |
| 8.   | 26 de março de 2019    | Eden Arena, Praga, República Checa                            | 3–1         | Tchéquia       | 0      | 0       | Amistoso                 |
| 9.   | 5 de junho de 2019     | Estádio Mané Garrincha, Brasília, Brasil                      | 2–0         | Catar          | 0      | 0       | Amistoso                 |
| 10.  | 9 de junho de 2019     | Estádio Beira-Rio, Porto Alegre, Brasil                       | 7–0         | Honduras       | 0      | 0       | Amistoso                 |
| 11.  | 18 de junho de 2019    | Arena Fonte Nova, Salvador, Brasil                            | 0–0         | Venezuela      | 0      | 0       | Copa América de 2019     |
| 12.  | 22 de junho de 2019    | Arena Corinthians, São Paulo, Brasil                          | 5–0         | Peru           | 0      | 0       | Copa América de 2019     |
| 13.  | 27 de junho de 2019    | Arena do Grêmio, Porto Alegre, Brasil                         | 0 (4)–(3) 0 | Paraguai       | 0      | 0       | Copa América de 2019     |
| 14.  | 2 de julho de 2019     | Mineirão, Belo Horizonte, Brasil                              | 2–0         | Argentina      | 0      | 0       | Copa América de 2019     |
| 15.  | 7 de julho de 2019     | Maracanã, Rio de Janeiro, Brasil                              | 3–1         | Peru           | 0      | 1       | Copa América de 2019     |
| 16.  | 6 de setembro de 2019  | Hard Rock Stadium, Miami, Estados Unidos                      | 2–2         | Colômbia       | 0      | 0       | Amistoso                 |
| 17.  | 10 de outubro de 2019  | Estádio Nacional de Singapura, Kallang, Singapura             | 1–1         | Senegal        | 0      | 0       | Amistoso                 |
| 18.  | 13 de outubro de 2019  | Estádio Nacional de Singapura, Kallang, Singapura             | 1–1         | Nigéria        | 0      | 0       | Amistoso                 |
| 19.  | 15 de novembro de 2019 | Estádio Internacional Rei Fahd, Riade, Arábia Saudita         | 0–1         | Argentina      | 0      | 0       | Amistoso                 |
| 20.  | 19 de novembro de 2019 | Estádio Mohammed Bin Zayed, Abu Dhabi, Emirados Árabes Unidos | 3–0         | Coreia do Sul  | 0      | 0       | Amistoso                 |
| 2020 |                        |                                                               |             |                |        |         |                          |
| 21.  | 17 de novembro de 2020 | Estádio Centenario, Montevidéu, Uruguai                       | 2–0         | Uruguai        | 1      | 0       | Elim. Copa do Mundo 2022 |

## Títulos
Grêmio
- Copa do Brasil: 2016
- Copa Libertadores da América: 2017
- Recopa Sul-Americana: 2018
- Campeonato Gaúcho: 2018

Barcelona
- Supercopa da Espanha: 2018
- Campeonato Espanhol: 2018–19

Juventus
- Supercopa da Itália: 2020[60]
- Copa da Itália: 2020–21[61]

Seleção Brasileira
- Copa América: 2019
- Superclássico das Américas: 2018

### Prêmios Individuais
- Melhor Jogador da final da Copa Libertadores da América: 2017
- Melhor Volante do Campeonato Brasileiro: 2017
- Revelação do Campeonato Brasileiro: 2017
- Seleção do Campeonato Gaúcho: 2018
- Seleção da Copa América de 2019[62]